# Хартвал Арена
„Хартвал Арена“ е голяма многофункционална закрита арена, намираща се в Хелзинки, Финландия.
Името ѝ идва от името на най-големия спонсор – напитката „Хартуол“, основана от Виктор Хартуол през 1836 година.
Строежът започва през 1994 г. от архитекта Хари Харкимо. Сградата има формата на елипса и е 153 метра дълга и 123 метра широка.